# Мати Божа Янівська
МАТИ БОЖА ЯНІВСЬКА ЦАРИЦЯ МИРУ

## Про що говорить образ

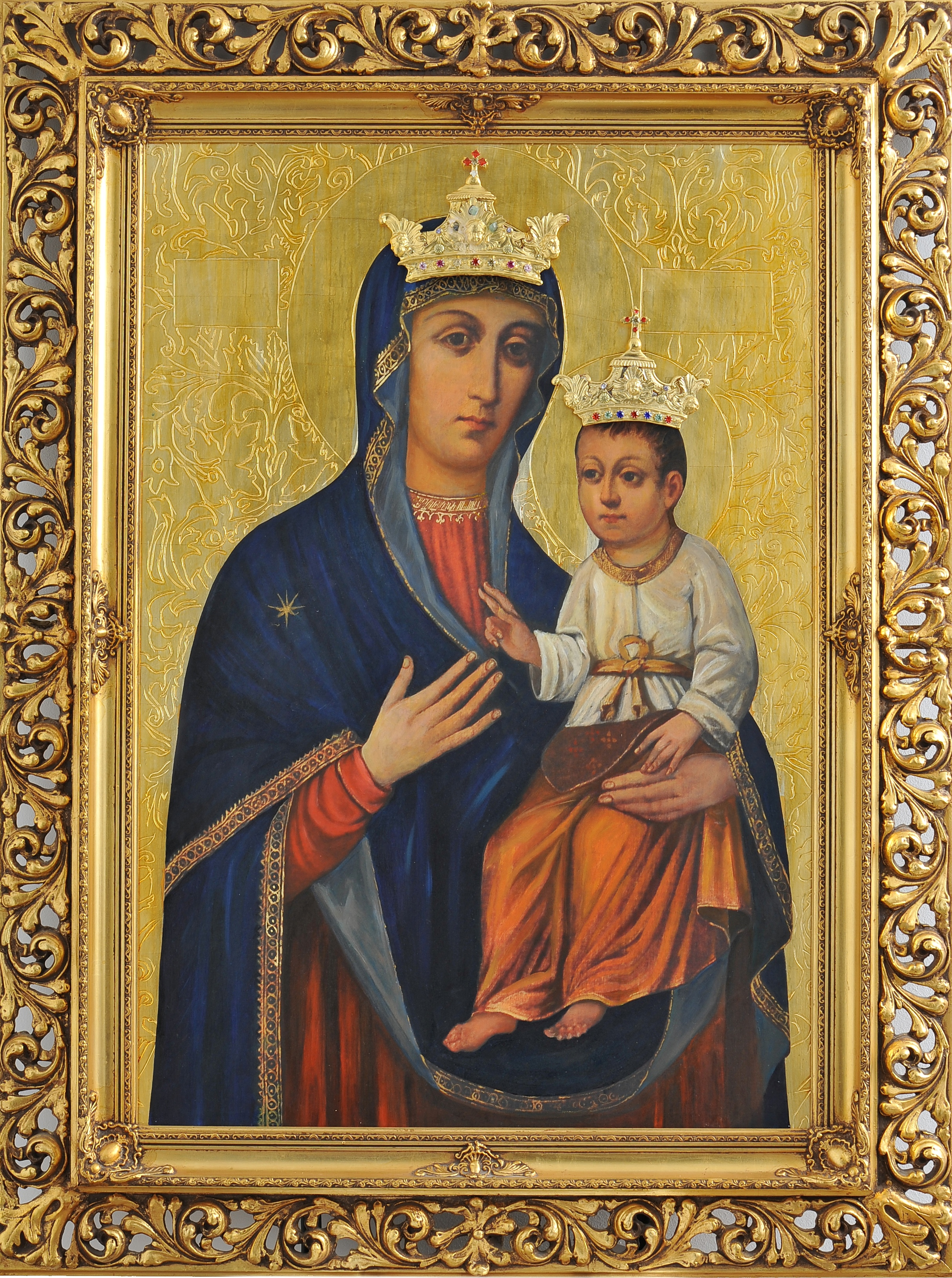

Найціннішим скарбом янівської святині є чудотворний образ Матері Божої Янівської. Причина незвичайності цього місця криється у силі і таємниці образу, без якого цей костел був би лише звичайним парафіяльним храмом. Протягом віків митці зображували Пресвяту Діву Марію у різний спосіб, намагаючись через символи, жести чи кольори розповісти про привілеї, якими обдарувала Її Пресвята Трійця. Сформувалися т.з. іконографічні типи - тобто способи пластичного представлення віри. Образ Матері Божої Янівської, прототипом якого є образ Спасіння римського народу (Salus Populi Romani) з базиліки Матері Божої Більшої в Римі, намальований у І пол. XVII с., невідомим автором. Римське походження образу підтверджує стиль іконопису: артистична краса образу і духовна глибина облич Марії і Дитяти. Марія, будучи центральною постаттю образу, представлена фронтально до глядача. Її права рука піднята до висоти грудей, вказує на Ісуса, який є «Дорогою, Правдою і Життям», а лівою рукою тримає Дитятко Ісус. Марія одягнена у червону сукню, а темно-синій плащ із золотою ламівкою покриває Її голову. На правому плечі видніється золота зірка. Важливу роль у представленні постатей відіграє світлотінь. Обличчя Марії неначе освітлене з лівої верхньої сторони, що підкреслює Її маєстатичність і достойність. Проникливий і водночас лагідний погляд Марії сокрушує серця грішників, підіймає пригноблених, зцілює хворих душею і тілом, зміцнює слабких, додає мужності у боротьбі за Царство Небесне. Дитятко Ісус повернене обличчям до Матері. Погляд, наповнений смутком і задумою, спрямований в сторону. Праву руку Ісус тримає у жесті благословення, а лівою легко торкається долоні Матері. Одягнений у світло-бежеву туніку із золотою ламівкою навколо шиї, та поясом на тілі. Червоний плащ покриває коліна і частково стопи Ісуса. Голови Пресвятої Матері та Ісуса оточені німбами, витисненими на золотому тлі образу.

## Історія чудотворного образу і набожності
У архівних  документах збереглися відомості про книгу «Сумарій чудотворного образу Матері Божої Янівської», написаної тогочасним настоятелем парафії у 1681 р. У «Сумарії» описуються обставини віднайдення та жертвування образу янівській святині.                                                                                                                                                                                                                                                                                                                             У вересні 1655 р. неподалік м. Городка, Львівської області, відбулася битва військ гетьманів С.Потоцького і Б.Хмельницького. Війська Польської Корони здобули козацький табір, в якому був віднайдений образ Матері Божої з Дитятком, що зберігався в козацькому таборі, як трофей. Польський воїн забрав образ собі, а повернувшись через декілька років у ці краї, подарував кс.Якову Хшенстовському вікарію з Городка, а невдовзі янівському настоятелю. Кс. Яків Хшенстовський, уподобавши і полюбивши образ, подарував його на вічні часи янівському костелу.
У 1664 р. була заведена книга в яку віряни ретельно занотовували свідчення про чуда та ласки, якими їх так щедро обдаровувала Мати Божа Янівська. Першим чудом вважається врятування життя польського воїна на полі битви у 1655 р. Від цього часу образ був вшанований як чудотворний і оточений живим культом вірян. До ніг Янівської Богородиці люди, як подяку і на знак одержаних ласк, складали численні дари, т.з. вота чи просто молитовні зітхання.                                                                                                                                                                                                                                                                                                    Марійна набожність в Янові стала надзвичайно сильною і вже у 1769 р. чудотворний образ був оздоблений позолоченими срібними коронами, сукнями і берлом, подарованими родом Потоцьких.  29 травня 1774 р. одночасно із консекрацією костелу, головний вівтар, в якому містився образ Матері Божої Янівської, був наділений  особливими привілеями.
Документи вказують, що янівський костел одночасно був марійним санктуарієм: місцем особливої пошани Матері Божої.                                                                                                                                                                                                                                                                                   У 1945 р. тогочасний настоятель парафії із більшістю парафіян, втікаючи від переслідувань радянської влади, вивіз образ у Проховіци, Польщу.
10 серпня 2014 р. архієпископ митрополит львівський Мечислав Мокшицький рекоронував точну копію чудотворного образу Матері Божої Янівської, подаровану вірянами з Проховіц. Тоді ж була наново заведена «Книга молитовних намірень і ласк». Цікавим є факт, що незважаючи на те, що у Проховіцах знаходиться оригінал образу, набожності до Матері Божої Янівської там немає. Тому що Янівська Богородиця обрала собі місце у Янові, а саме у римо-католицькому храмі. Сьогодні  перед нею схиляються у молитві люди обтяжені турботами, скорботами, засмучені духовною чи тілесною слабкістю. І вже упродовж чотирьох віків Мати Божа Янівська огортає Материнським плащем своїх вірних дітей.